# Zulia vilior
Zulia vilior är en insektsart som först beskrevs av Fowler 1897.  Zulia vilior ingår i släktet Zulia och familjen spottstritar. Inga underarter finns listade i Catalogue of Life.